# Walter Scharf
Walter Scharf (* 1. August 1910 in New York City; † 24. Februar 2003 in Brentwood, Kalifornien) war ein US-amerikanischer Filmkomponist.

## Leben und Wirken
Scharf wurde in New York City geboren. Seine Mutter, Bessie Zwerling, arbeitete als Komödiantin am „New York Yiddish Theater“ (möglicherweise ist hier das Irving Place Theatre gemeint). Die Filmschauspielerin Yetta Zwerling war eine Schwester seiner Mutter. Er studierte Klavierunterricht und Musiktheorie an der New York University. Stipendien ermöglichten ihm Fortbildungen an europäischen Musikfachschulen.
Seine berufliche Laufbahn begann er 1930 als Pianist in Bands der Ostküste unter anderem bei dem Sänger und Schauspieler Rudy Vallée und arbeitete als Arrangeur am Broadway für George Gershwins Musical Girl Crazy. Seit 1933 arbeitete in Hollywood für den Film, wo er unter anderem für Al Jolson bei Warner Bros. Filmmusik arrangierte, sowie für Alice Faye bei 20th Century Fox und für Bing Crosby bei Paramount Pictures. Scharf arbeitete in der Folge für verschiedene Filmfirmen, besonders für die auf Billigproduktionen spezialisierte Republic Pictures. Für die Filmmusik, die er für das Filmdrama Mercy Island (1941) komponiert hatte, erhielt er zusammen mit Cy Feuer seine erste Oscarnominierung.
Ab 1957 arbeitete er an fünf Filmen mit Elvis Presley. Über diese Erfahrung sagte er 1992: „Machen wollte ich diese Filme nicht. Aber die Tantiemen waren einfach fabelhaft.“ Den Höhepunkt seiner Karriere erreichte er als Komponist der Komödien mit dem Komiker Jerry Lewis. Die Zusammenarbeit endete 1962, danach komponierte Scharf vorwiegend für das Fernsehen.
Zwischen 1965 und 1975 komponierte er für die Dokumentarfilme von Jacques Cousteau. Für diese Arbeiten wurde er mit zwei Emmys ausgezeichnet.
Von 1942 bis zuletzt 1973 war Scharf insgesamt zehn Mal für den Oscar nominiert, konnte ihn jedoch nie mit nach Hause nehmen. Für das gemeinsam mit Don Black entwickelte Lied Ben erhielt er 1973 neben einer Oscarnominierung den Golden Globe Award in der Kategorie „Bester Filmsong“.
Neben seiner Arbeit für den Film, komponierte Scharf auch Orchesterwerke, darunter The Palestine Suite, die erstmals 1941, dirigiert von Werner Janssen, im Radioprogramm von CBS aufgeführt wurde und dann 1945 von Leopold Stokowski dirigiert im Hollywood Bowl erstmals vor Publikum. Nach seinem Rückzug aus dem Film- und Fernsehgeschäft komponierte er The Tree Still Stands: A Symphonic Portrait of the Stages of a Hebraic Man, uraufgeführt 1989, und die Israeli Suite, die 1993 uraufgeführt wurde.

## Filmografie (Auswahl)
- 1941: Mercy Island
- 1942: Johnny Doughboy
- 1943: Hit Parade of 1943
- 1943: Die Hölle von Oklahoma (In Old Oklahoma)
- 1944: Alarm im Pazifik (The Fighting Seabees)
- 1944: Brasilianische Serenade (Brazil)
- 1944: The Lady and the Monster
- 1945: Hitchhike to Happiness
- 1945: Earl Carroll Vanities
- 1945: Liebe in der Wildnis (Dakota)
- 1946: Ich hab dich immer geliebt (I’ve Always Loved You)
- 1948: Casbah – Verbotene Gassen (Casbah)
- 1948: Im Lande der Kakteen (Mexican Hayride)
- 1949: Die rote Schlucht (Red Canyon)
- 1949: Die Brut des Satans (City Across the River)
- 1949: Abandoned
- 1950: Francis, ein Esel – Herr General (Francis)
- 1950: Südsee-Vagabunden (South Sea Sinner)
- 1950: Winchester ’73 (Winchester ’73)
- 1950: Die Piratenbraut (Buccaneer’s Girl)
- 1950: Abgeschoben (Deported)
- 1950: Sierra
- 1950: Verliebt, verlobt, verheiratet (Peggy)
- 1950: Ärger in Cactus Creek (Curtain Call in Cactus Creek)
- 1951: Drei Frauen erobern New York (Two Tickets to Broadway)
- 1954: Der Zirkusclown; auch: Im Zirkus der drei Manegen (3 Ring Circus)
- 1954: Der sympathische Hochstapler (Living It Up)
- 1955: Man ist niemals zu jung (You’re Never Too Young)
- 1955: Der Hofnarr (The Court Jester)
- 1956: Auf den Schienen zur Hölle (Time Table)
- 1956: Die falsche Eva (The Birds and the Bees)
- 1957: Schicksalsmelodie (The Joker Is Wild)
- 1957: Der Regimentstrottel (The Sad Sack)
- 1957: Gold aus heißer Kehle (Loving You)
- 1958: Mein Leben ist der Rhythmus (King Creole)
- 1958: Der Babysitter (Rock-a-Bye Baby)
- 1958: Der Geisha Boy (The Geisha Boy)
- 1959: Keiner verlässt das Schiff! (Don’t Give Up the Ship)
- 1960: Hallo Page! (The Bellboy)
- 1960: Aschenblödel (Cinderfella)
- 1961: Ich bin noch zu haben (The Ladies Man)
- 1961: Der Bürotrottel (The Errand Boy)
- 1961: Die unteren Zehntausend (Pocketful of Miracles)
- 1961: Pippi Langstrumpf (Pippi Longstocking)
- 1962: Geld spielt keine Rolle (It’$ Only Money)
- 1963: Der verrückte Professor (The Nutty Professor)
- 1964: …und knallten ihn nieder (Guns of Diablo)
- 1964: Wohin die Liebe führt (Where Love Has Gone)
- 1969: Nacht ohne Zeugen (Pendulum)
- 1969: So reisen und so lieben wir (If It’s Tuesday, This Must Be Belgium)
- 1970: Geschossen wird ab Mitternacht (The Cheyenne Social Club)
- 1972: Ben
- 1973: Der Große aus dem Dunkeln (Walking Tall)
- 1978: Wer den ersten Stein wirft… (When Every Day Was the Fourth of July)
- 1979: Feuerfalle (The Triangle Factory Fire Scandal)
- 1980: Der Scarlett-O’Hara-Krieg (The Scarlett O’Hara War)
- 1980: In den langen Sommertagen (The Long Days of Summer)
- 1981: Das ist Elvis (This Is Elvis)
- 1982: Dämmerung (Twilight Time)